# Värähtelijä
Värähtelijä je četvrti studijski album finskog psihodeličnog black metal-sastava Oranssi Pazuzu. Album je 26. veljače 2016. godine objavila diskografska kuća Svart Records. Album je debitirao na 33. mjestu finske službene ljestvice albuma te se sljedeći tjedan našao na 25. mjestu. Za pjesmu "Lahja" bio je snimljen i glazbeni spot.
Finski glazbeni časopis Soundi uvrstio je album na trinaesto mjesto svoje ljestvice "Top 20 domaćih albuma iz 2016. godine".

## Popis pjesama
Tekstovi: Ontto. 
| 1.    | »Saturaatio«               | 11:58 |
| 2.    | »Lahja«                    | 5:38  |
| 3.    | »Värähtelijä«              | 7:59  |
| 4.    | »Hypnotisoitu viharukous«  | 5:30  |
| 5.    | »Vasemman käden hierarkia« | 17:39 |
| 6.    | »Havuluu«                  | 9:51  |
| 7.    | »Valveavaruus«             | 10:38 |
| 69:13 |                            |       |

## Recenzije
Mikko Nissinen, glazbeni kritičar sa stranice noise.fi, dodijelio je albumu četiri od pet bodova, hvaleći njegovu zrelost, ali i njegovu ravnotežu "antipatičnosti i tlačenja sa širokoumnošću". Olli Vesonen, predstavnik fanzina Kaaoszine, izjavio je kako je album "statičan entitet koji polako evoluira i ostavlja dobar osjećaj zla". Pekka Laine, recenzent časopisa Soundi, izjavio je kako je album okultno i ritmičko slušateljsko iskustvo.
Thom Jurek, glazbeni kritičar sa stranice AllMusic, dodijelio je albumu četiri od pet zvjezdica te je izjavio: "Unatoč tome što glazba sama po sebi topi umove, album ima i jednu manu: prigušeni miks. Toliko je komprimiran da je ponekad teško razaznati neke suptilnije elemente i tonove koji su tako pažljivo bili utkani u tkaninu glazbe. Nedostaje mu prirodno izlaganje Oranssi Pazuzua koje je bilo prisutno na Valonieluu. No uzimajući u obzir koliko je luda glazba na Värähteliji, to je primjetna, ali mala žalba. Za one koji se žele prilagoditi njegovim uvjetima, nagrada za slušanje [ovog albuma] bit će ogromna."

## Zasluge
| Oranssi Pazuzu - Korjak – bubnjevi - Moit – gitara, sintesajzer - EviL – klavijature, sintesajzer, efekti - Ontto – bas-gitara, sintesajzer - Jun-His – vokali, gitara Ostalo osoblje - Jaakko Viitalähde – mastering - Andrea Petrovičová – fotografija - Tom Brooke – inženjer zvuka, snimanje - Julius Mauranen – miksanje | Dodatni glazbenici - Samuli Huttunen – elektronika (na pjesmi 7), ilustracije, omot albuma - Ville Syrjäläinen – vibrafon (na pjesmama 2 i 4) - Minna Sihvonen – vokali (na pjesmi 5 i 6) - Sini Pajunen – vokali (na pjesmi 5) - Velgor Voidberg – vokali (na pjesmi 4) |